# NGC 211
NGC 211 je galaksija u zviježđu Ribe.

## Vanjske poveznice
- SEDS: NGC 0211